# (1256) Норманния
(1256) Нормандия (норманд. Normaundie) — астероид внешней части главного пояса, который был открыт 8 августа 1932 года немецким астрономом Карлом Рейнмутом в обсерватории Хайдельберг в Германии и назван, предположительно, в честь жителей Нормандии.

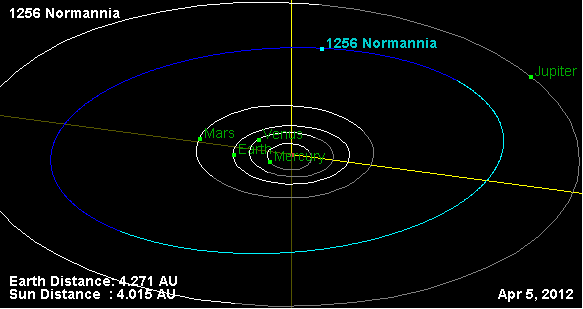
Орбита астероида Нормандия и его положение в Солнечной системе